# Lazarus IV. Henckel von Donnersmarck

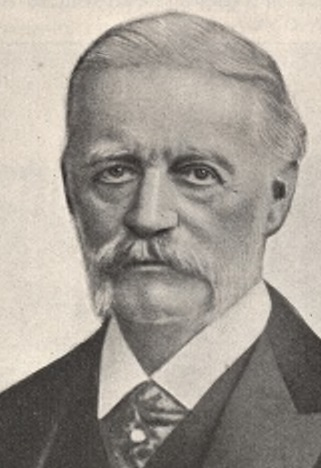
Lazarus IV. Henckel von Donnersmarck (1908)

Lazarus Henckel von Donnersmarck (* 23. Mai 1835 in Siemianowitz; † 18. Dezember 1914 in Breslau) war Rittergutsbesitzer und Mitglied des Deutschen Reichstags.

## Leben
Lazarus entstammte der Familie Henckel von Donnersmarck und war der zweite Sohn von Hugo Henckel von Donnersmarck.
Lazarus verwaltete seinen 274 ha Besitz in Romolkwitz im Kreis Neumarkt und besaß Anteile am Fideikommiss Beuthen sowie mehrere Kohlebergwerke. Er gehörte zu den Gründern der Zentrumspartei. Er war Ehrenritter des Malteserordens.
Von 1870 bis 1876 war er als Abgeordneter des Wahlkreises Oppeln 5 (Beuthen) Mitglied des Preußischen Abgeordnetenhauses und von 1884 bis 1887 Abgeordneter des Deutschen Reichstags für den Wahlkreis Regierungsbezirk Oppeln 5 Beuthen, Tarnowitz und die Deutsche Zentrumspartei.
Er war seit dem 4. August 1858 mit Maria Gräfin von Schweinitz und Krain, Freiin zu Kauder, (* 2. Januar 1838; † 18. Februar 1914) verheiratet, mit der er die Linie von der Nakło und Ramułtowice gründete. Das Paar hatte mehrere Kinder:
- Alice Marie Laura Flora (* 16. Juni 1859; † 13. September 1927) ⚭ 1878 Graf Alfred Strachwitz von Groß-Zauche und Camminetz (* 25. September 1854; † 23. April 1926)
- Maria Theresa Josefina Wanda (* 11. Januar 1863; † 5. November 1941) ⚭ 1900 Freiherr Hans von Sauerma (* 8. April 1853; † 15. April 1922)
- Edwin Hugo Lazarus (* 23. Januar 1865; † 23. März 1929), Montanunternehmer und Mitglied des Preußischen Abgeordnetenhauses (Zentrum) ⚭ 1895 Gräfin Wilhelmine Kinsky von Wchinitz und Tettau (* 12. August 1869; † 16. Mai 1943)